# Burlington House

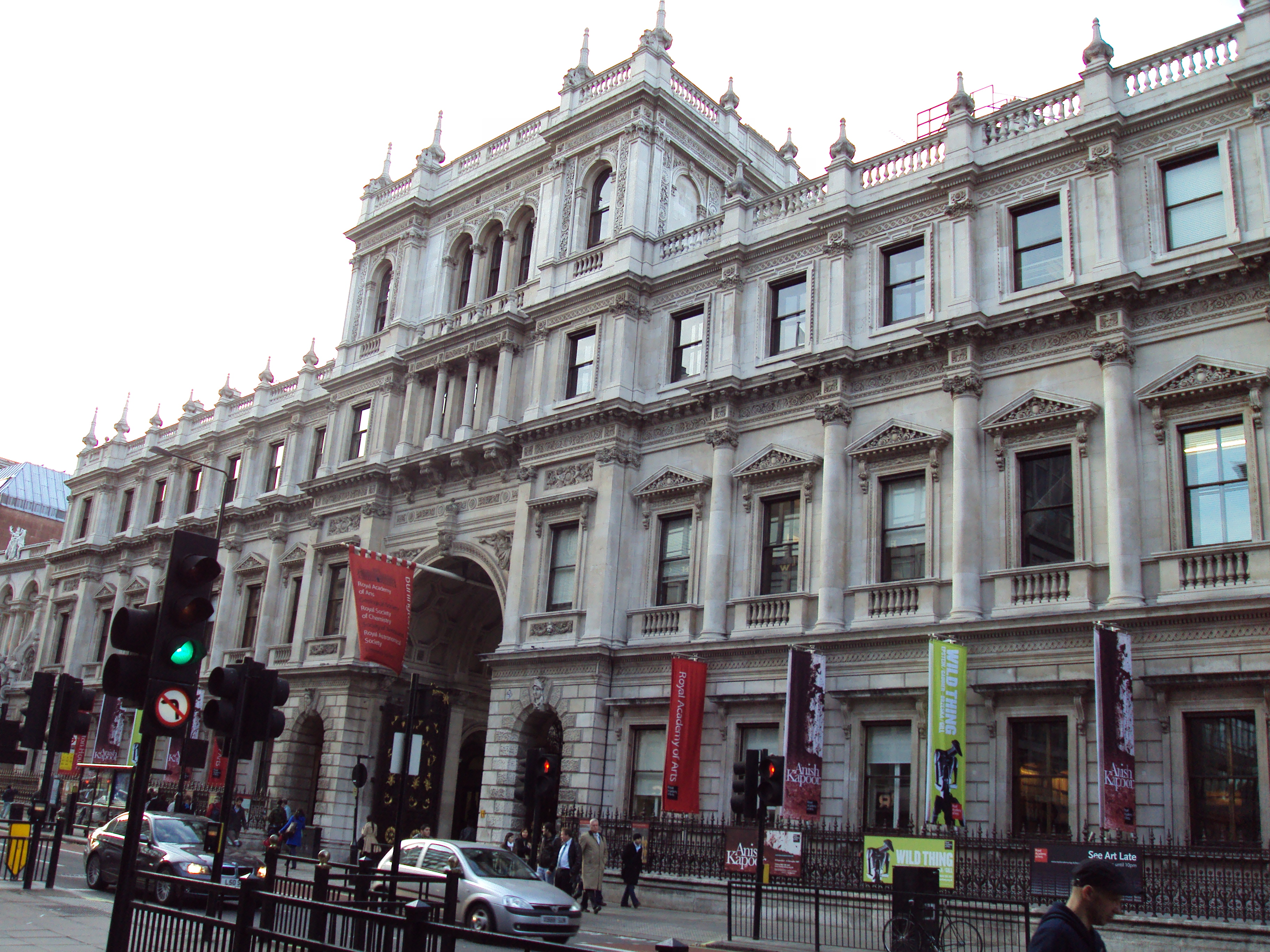
Burlington House från Piccadilly.

Burlington House är ett palats, beläget vid Piccadilly i London. 

## Bakgrund
Palatset började byggas av sir John Denham, strax efter 1665. Han sålde det halvfärdiga huset 1667 till Richard Boyle, 1:e earl av Burlington, som palatset kom att uppkallas efter. År 1704 ärvdes huset av den då tioårige Richard Boyle, 3:e earl av Burlington, som blev en ledande förerädare för den palladianska rörelsen i England och själv var verksam som arkitekt. I början av 1700-talet tillkom en dorisk kolonnad, ritad av James Gibbs och senare av sir William Chambers bedömd som "ett av de förnämsta exemplen på arkitektur".

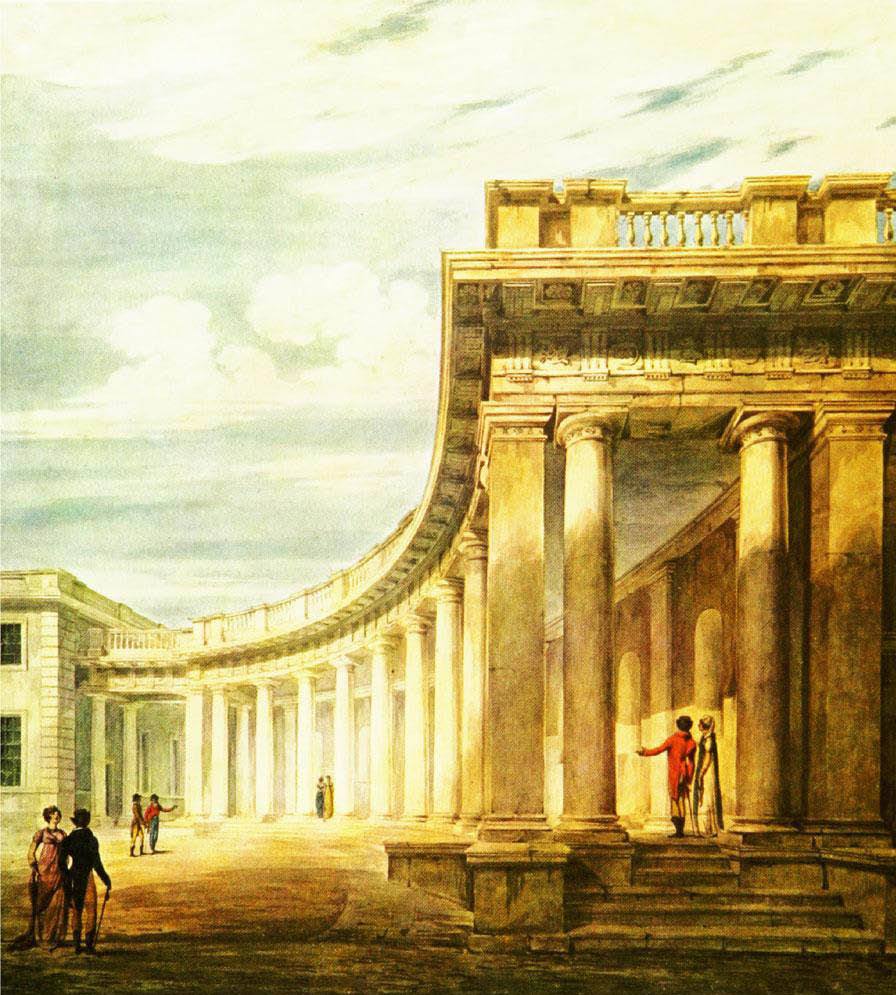
En av James Gibbs kolonnader på Burlington House.

År 1717 eller 1718 tog Colen Campbell över ledningen av arbetet. Det var en betydande händelse i arkitekturhistorien, då Campbells verk utfördes i strikt palladiansk stil, och de estetiska preferenserna hos Campbell, Burlington och deras meningsfrände William Kent, som också var verksam vid Burlington House, kom att prägla en generation. Man kom att bygga om och ändra fasaden m.m. på Burlington House under stora delar av 1700-talet.
Vid den 3:e earlens av Burlington död 1753, övergick Burlington House genom arv i hertigarna av Devonshires ägo, men de hade ingen större nytta av palatset, eftersom de redan ägde ett stort stadspalats, Devonshire House, längre ner på Piccadilly.  Men palatset kom ändå att bebos i perioder av bland andra George Cavendish, 1:e earl av Burlington (1754-1834), yngre son till William Cavendish, 4:e hertig av Devonshire.
Slutligen köpte lord George huset 1815 av sin brorson, William Cavendish, 6:e hertig av Devonshire. Han lät omedelbart utföra en del ändringar av huset, till exempel byggdes den berömda Burlington Arcade 1819. Det sägs att lorden ville ha en övertäckt arkad istället för den tidigare passagen, för att förhindra folk från att slänga skräp in i hans trädgård.
År 1854 såldes Burlington House av familjen Cavendish till den engelska staten. Man tänkte riva palatset och ersätta det med en ny huvudbyggnad för London University. Men planerna fick överges efter stark opposition och från 1857 har Burlington House varit säte för Royal Society, Linnean Society, London Mathematical Society och Royal Society of Chemistry. År 1867 flyttade Royal Academy in i huvudbyggnaden.